# Nationale 1 2010-2011 (hockey su pista)
Il Nationale 1 2010-2011 è stata la 95ª edizione del torneo di primo livello del campionato francese di hockey su pista. La competizione è iniziata il 2 ottobre 2010 e si è conclusa il 4 giugno 2011. Il torneo è stato vinto dal Coutras per la sedicesima volta nella sua storia.

## Stagione

### Formula
Il Nationale 1 2010-2011 vide ai nastri di partenza dodici club; la manifestazione fu organizzata con un girone all'italiana, con gare di andata e ritorno per un totale di 22 giornate: erano assegnati 3 punti per l'incontro vinto e un punto a testa per l'incontro pareggiato, mentre non ne era attribuito alcuno per la sconfitta. Al termine del campionato la squadra prima classificata venne proclamata campione di Francia mentre l'undicesima e la dodicesima classificate retrocedettero direttamente in Nationale 2, il secondo livello del campionato.

## Classifica finale
|                    | Pos. | Squadra         | Pt | G  | V  | N | P  | GF  | GS  | DR  |
| ------------------ | ---- | --------------- | -- | -- | -- | - | -- | --- | --- | --- |
| Francia (bandiera) | 1.   | Coutras         | 52 | 22 | 17 | 1 | 4  | 122 | 75  | +47 |
|                    | 2.   | SCRA Saint-Omer | 52 | 22 | 17 | 1 | 4  | 129 | 50  | +79 |
|                    | 3.   | Quévert         | 49 | 22 | 16 | 1 | 5  | 88  | 58  | +30 |
|                    | 4.   | La Vendéenne    | 48 | 22 | 15 | 3 | 4  | 125 | 68  | +57 |
|                    | 5.   | Mérignac        | 46 | 22 | 15 | 1 | 6  | 129 | 75  | +54 |
|                    | 6.   | Saint-Brieuc    | 42 | 22 | 13 | 3 | 6  | 96  | 78  | +18 |
|                    | 7.   | Ploufragan      | 29 | 22 | 9  | 2 | 11 | 93  | 92  | +1  |
|                    | 8.   | Lione           | 22 | 22 | 7  | 1 | 14 | 67  | 101 | -34 |
|                    | 9.   | Biarritz        | 22 | 22 | 7  | 1 | 14 | 75  | 132 | -57 |
|                    | 10.  | Noisy-le-Grand  | 18 | 22 | 6  | 0 | 16 | 61  | 94  | -33 |
|                    | 11.  | Vaulx-en-Velin  | 6  | 22 | 2  | 0 | 20 | 53  | 140 | -87 |
|                    | 12.  | ASTA Nantes     | 3  | 22 | 1  | 0 | 21 | 62  | 136 | -74 |

Legenda:
  Vincitore della Coppa di Francia 2010-2011.
      Campione di Francia e ammessa all'Eurolega 2011-2012.
      Eventuali squadre ammesse all'Eurolega 2011-2012.
      Ammesse in Coppa CERS 2011-2012.
      Retrocesse in Nationale 2 2011-2012.
Note:
Due punti a vittoria, uno a pareggio, zero a sconfitta.